# 光明院町
光明院町（こうみょういんちょう）は、奈良県奈良市の中央部に存在する地区である。郵便番号は630-8371 。

## 地理
奈良市の中央部、市街地中央に存在する地区である。
もちいどのセンター街の南端にあたり、下御門商店街への通りと東西に通る西寺林町と東城戸町の通りの交差点が存在する。
北は餅飯殿町、南は下御門町、西は東城戸町と接している。
また、町の南側には大変狭い路地が存在しており、進むためには蟹が歩くように体を横にして進まねばならないため、通称「蟹が辻子」と呼ばれている。

光明院町の街並み

### 地名の由来
光明院町の地名は興福寺の別院、光明院に由来するという説がある。

## 施設
観光

教育
公共
医療・福祉
寺社

## 小・中学校の学区
- 奈良市立椿井小学校の学区に属する。

## 交通

### 鉄道路線
なし

### 道路
- 一般国道

- 県道

- その他

### バス
- 奈良交通